# Calaverita
La calaverita o tel·lurur d'or, és un mineral metàl·lic monoclínic de tel·luri i or (AuTe₂), de color groc blanquinós. Deu el seu nom al fet que va ser trobada a Califòrnia (Estats Units), al comtat de Calaveras (1861). És un mineral molt semblant a la silvanita i a la pirita, dimorf de la krennerita.

## Característiques
La seva composició química presenta la fórmula AuTe2, de massa molecular 452,2, i conté un 56,44% de tel·luri i un 43,56% d'or. És un dels pocs compostos dels quals es pot obtenir or i tel·luri, i a vegades també es presenta junt amb la plata formant un tel·lurur d'or i plata (Ag,Au) Te₂. Es presenta amb estructura cristal·lina monoclínica. La seva fractura és concoidal, i la seva duresa es troba entre 2,5 i 3,0 en l'escala de Mohs. El color en pot variar des d'un blanc platejat fins a un groc lacti.
Segons la classificació de Nickel-Strunz, la calaverita pertany a «02.EA: sulfurs metàl·lics, M:S = 1:2, amb Cu, Ag, Au», juntament amb els minerals següents: silvanita, kostovita, krennerita, berndtita, kitkaita, melonita, merenskyita, moncheita, shuangfengita, sudovikovita, verbeekita, drysdal·lita, jordisita, molibdenita i tungstenita.

## Formació i jaciments
S'ha trobat en vetes hidrotermals de baixa temperatura. El principal mineral associat és la silvanita, i les principals reserves d'aquest mineral s'han trobat als Estats Units (Colorado i Califòrnia), Romania (Nagyag), Canadà (Ontario i Quebec) i a Austràlia (Kalgoorlie).